# Acadèmia Ranson

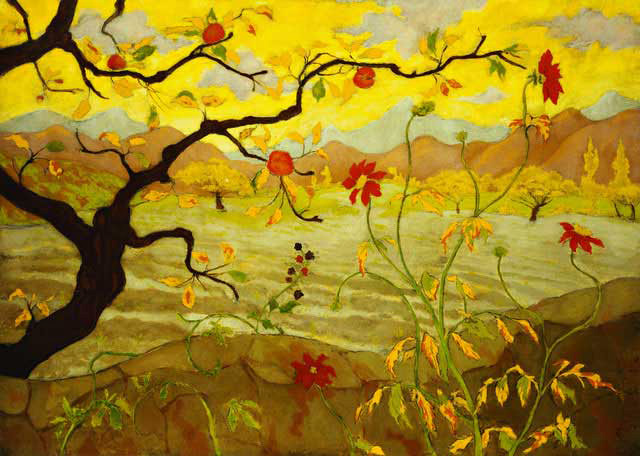
Pomer amb fruites vermelles, obra de Paul Ranson

L'Acadèmia Ranson va ser una escola d'art fundada a París pel pintor francès Paul Ranson (1862-1909), qui va estudiar a l'Acadèmia Julian, el 1908.

## Història
Amb la prematura mort de Paul Ranson el 1909, l'Acadèmia va estar encapçalada per l'esposa del seu fundador, France Ranson. En primer lloc, es trobava en la rue Henri Monnier, al districte 9è i després es va traslladar al districte de Montparnasse, en la Rue Joseph Bara. Tant Maurice Denis com Paul Sérusier van impartir cursos, i Ker-Xavier Roussel, Félix Valloton, Édouard Vuillard, entre d'altres, van assistir, cosa que li va donar una bona reputació a l'acadèmia. Els estudiants permaneixien durant períodes que anaven d'una setmana a un any.
El 1914, es va quedar sense mestres a causa de la Primera Guerra Mundial, però l'Acadèmia Ranson va sobrevuire malgrat la disminució de l'assistència. Després de 1918, Maurice Denis i Paul Serusier estaven ocupats amb altres activitats, i es van fer càrrec nous professors, molts d'ells antics alumnes: Yves Alix, Gabriel Faure, Gustave Jaulmes, Paul Sérusier, Pablo Vera, Jules-Émile Zingg, Roger Bissière, Louis Latapie, Dimitrios Galanis, i Amédée de la Patellière.
De 1939 a 1944, durant la Segona Guerra Mundial, l'Acadèmia va romandre oberta només per a uns quants estudiants. Un cop acabada la guerra es va intentar reanimar l'acadèmia, i el 1951 es va reobrir amb nous professors, inclosos Roger Chastel, Marcel Fiorini, Lucien Lautrec, Gustave Singier i Henri Goetz però a causa de la manca de fons finalment es va tancar el 1955.

## Professors
- Yves Alix
- Roger Bissière (1923-1939)
- Roger Chastel (1951)
- Maurice Denis (1909-1919)
- Gabriel Faure
- Marcel Fiorini (1951)
- Henri Goetz (1951)
- Gustave Jaulmes
- Moïse Kisling
- Louis Latapie (1920-1927)
- Lucien Lautrec (1951)
- Frederick Litman (1934-1940)
- Charles Malfray
- Ker-Xavier Roussel (1908)
- Gino Severini
- Paul Sérusier (1908)
- Gustave Singier (1951-1954)
- Félix Vallotton
- Édouard Vuillard
- Jules-Émile Zingg

## Alumnes destacats
- Rudi Baerwind (1910-1982)
- Louise Bourgeois (1911)
- Jacques Boussard (1915-1989)
- Roger Chastel (1919)
- Jean Coulot (1953)
- Paul Éliasberg
- Alexandre Garbell (1923)
- Klinger
- Roger de La Fresnaye (1908)
- Louis Latapie (1908)
- Jean Le Moal (1935-1937)
- Frederick Litman (1932-1934)
- Alfred Manessier (1936)
- Étienne Martin
- Jacques Mennessons (1954-1955)
- Vera Pagava (1934-1939)
- Hans Reichel (1927-1930)
- Gaston-Louis Roux (1919-1922)
- Consuelo de Saint-Exupery
- Hans Seiler (1927-1930)
- François Stahly (1931-1939)
- Arpad Szenes
- Ferdinand Springer (1928)
- Maria Elena Vieira da Silva (1929)
- Nicolas Wacker (1928-1939)
- Princesse Fahrelnissa Zeid
- Zelman
- Joaquim Claret i Vallès (1909)